# Grass bv
GRASS is een internationale producent van meubelbeslag. Het bedrijf levert aan keukenindustrie, meubelindustrie en interieurbouw in meer dan zestig landen. Het hoofdkantoor is gevestigd in Höchst, Oostenrijk.

## Geschiedenis
Het concern werd in 1947 opgericht door Alfred GRASS. In 1976 opende GRASS een verkoopvestiging in Chaville, Frankrijk (Grass France S.A.R.L.) en niet lang daarna (in 1977) een productie- en verkoopvestiging in Kernersville, North Carolina, in de VS (GRASS America Inc.). In 1988 kwam GRASS in het Guinness Book of Records te staan doordat leerling-werknemers zes reusachtige scharnieren geproduceerd hadden met een verhouding van 1:5. In 1994 werd een productievestiging in Duitsland opgericht. In 2000 opende GRASS een verkoopkantoor in Shanghai, China. 
In 2004 is GRASS door de Duitse Würth concern overgenomen, dat is een multinationale onderneming in bevestigings- en montagemateriaal. In 2007 volgde de fusie tussen GRASS en Mepla-Alfit, een al eerder door Würth overgenomen producent van meubelbeslag. Ook werd dat jaar Hetal-Werke overgenomen, een producent van meubelbeslag voor hoek- en bovenkasten. Sinds 2009 opereren de drie ondernemingen onder de merknaam GRASS. De gemiddelde investeringen sinds de overname door Würth bedragen ruim 30 miljoen euro per jaar.

## Bedrijfsprofiel
GRASS heeft zeven fabrieken die gevestigd zijn in:
- Duitsland: Reinheim
- Oostenrijk: Höchst, Götzis en Salzburg
- Tsjechië: Krumlov, Decin
- Verenigde Staten: Kernersville

Naast 200 agentschappen wereldwijd heeft GRASS eigen verkoopvestigingen in:
- Australië: Melbourne
- Canada: Toronto
- China: Shanghai
- Duitsland: Verl en Ofterdingen
- Frankrijk: Chaville
- Italië: Pordenone
- Spanje: Iurreta
- Turkije: Ümraniye
- Verenigd Koninkrijk: West Bromwich
- Zuid-Afrika: Kaapstad en Johannesburg
- Zweden: Jönköping